# Johann Friedrich von Eschscholtz
Johann Friedrich von Eschscholtz (ur. 1 listopada?/12 listopada 1793 w Dorpacie, zm. 7 maja?/19 maja 1831 tamże) – niemiecki lekarz, botanik, zoolog i entomolog.

## Życiorys
Johann Friedrich von Eschscholtz urodził się 12 listopada 1793 roku w Dorpacie. Po nauce w gimnazjum w latach 1809–1812, w latach 1813–1815 odbył studia medyczne na Uniwersytecie w Dorpacie, gdzie spędził też większość kariery naukowej. W 1819 roku został profesorem nadzwyczajnym medycyny, w 1822 roku dyrektorem gabinetu zoologicznego, a w 1830 roku profesorem zwyczajnym anatomii i medycyny sądowej. W latach 1819–1830 pracował jako prosektor.
Dwukrotnie jako lekarz okrętowy i badacz brał udział w wyprawach badawczych dookoła świata dowodzonych przez Otto Kotzebue (1788–1846). Podczas pierwszej wyprawy w latach 1815–1818, odkrył wraz z Adelbertem von Chamisso (1781–1838) cykl przemiany pokoleń sprzągli, dostarczając pierwszego w historii pewnego dowodu przemiany pokoleń u zwierząt. W drugiej wyprawie uczestniczył w latach 1823–1826.
Z podróży, szczególnie z obszarów Kalifornii i Alaski przywiózł wiele okazów, w tym wiele nowych gatunków, których część opisał, m.in. nowe gatunki małp i motyli.
Zmarł 19 maja 1831 roku w Dorpacie.

## Publikacje
Lista publikacji podana za Neue Deutsche Biographie (NDB):
- Ideen zur Aneinanderreihung der rückgrathigen Thiere, auf vergleichende Anatomie gegründet, Dorpat 1819
- Entomographien, 1823
- System der Acalephen, 1829
- Eintheilung der Elateriden in Gattungen, 1829
- Zoologischer Atlas, enthaltend Abbildung und Beschreibungen neuer Thierarten, während des Flottcapitains von Kotzebue zweiter Reise um die Welt … 1823-28 beobachtet, 1829–33

## Członkostwa
- 1821 – wybrany na członka Niemieckiej Akademii Przyrodników Leopoldina (niem. Deutsche Akademie der Naturforscher Leopoldina)[3][4]
- członek Société Impériale des Naturalistes de Moscou[3]

## Upamiętnienie
Nazwiskiem Eschscholtza nazwano podczas pierwszej wyprawy Kotzebue dookoła świata, jedną z zatok w Cieśninie Beringa. W 1825 roku Kotzebue nazwał jego imieniem jeden z atoli – obecnie Bikini. Adelbert von Chamisso nazwał jego nazwiskiem rodzaj pozłotka z rodziny makowatych nadając mu nazwę naukową Eschscholtzia.